# Achini Nimeshika Ratnasiri
Achini Nimeshika Ratnasiri Kapuru Mudiyanselage (singhalesisch: අචිනි නිමේෂිකා රත්නසිරි; tamil: அசினி நிமேஷிகா ரத்னசிறி) (* 30. Juli 1994 in Kalubowila) ist eine sri-lankische Badmintonspielerin. 

## Karriere
Achini Nimeshika Ratnasiri nahm 2011 an den Badminton-Weltmeisterschaften teil. Bei den Südasienspielen 2010 erkämpfte sie sich Silber mit dem Team und Bronze im Doppel. 2009 und 2010 wurde sie sri-lankische Meisterin im Damendoppel und im Dameneinzel. 2011 siegte sie bei den Iran International.

## Sportliche Erfolge
| Saison | Veranstaltung               | Disziplin   | Platz | Name                                |
| ------ | --------------------------- | ----------- | ----- | ----------------------------------- |
| 2009   | Sri-lankische Meisterschaft | Damendoppel | 1     | Achini Ratnasiri / Upuli Samanthika |
| 2009   | Sri-lankische Meisterschaft | Dameneinzel | 1     | Achini Ratnasiri                    |
| 2010   | Südasienspiele              | Damendoppel | 3     | Achini Ratnasiri / Upuli Samanthika |
| 2010   | Südasienspiele              | Damenteam   | 2     | Sri Lanka                           |
| 2010   | Sri-lankische Meisterschaft | Dameneinzel | 1     | Achini Ratnasiri                    |
| 2010   | Sri-lankische Meisterschaft | Damendoppel | 1     | Achini Ratnasiri / Upuli Samanthika |
| 2011   | Iran International          | Damendoppel | 1     | Achini Ratnasiri / Upuli Samanthika |
| 2011   | Bangladesh International    | Dameneinzel | 1     | Achini Ratnasiri                    |
| 2011   | Bangladesh International    | Damendoppel | 1     | Achini Ratnasiri / Upuli Samanthika |